# Кубуабола, Иноке
Рату (титул) Иноке Кубуабола является фиджийским политиком, являвшимся лидером оппозиции в 1999 и 2000 годах. Он стал лидером Политической партии Фиджи (ППФ) после её поражения на выборах 1999 года и последующей отставки её лидера, побежденного премьер-министра Ситивени Рабуки. В соответствии с Конституцией, каждая политическая партия с более чем восемью местами в Палате представителей имеет право на представительство в Кабинете Министров, а Рабука выступил с требованиями, неприемлемыми для премьер-министра Махендра Чаудхри. Вместо того, чтобы занять место в Кабинете на условиях, приемлемых для Чаудхри, ППФ вместо этого решила сформировать оппозицию .

## Политическая карьера
В разгар политических потрясений, которые последовали за государственным переворотом 2000 года, свергнувшего правительство Чаудхри, Кубуабола был назначен министром информации и связи во временном Кабинете, образованном Лайсениа Карасе. Он занимал эту должность до сентября 2001 года.
Кубуабола сохранил своё место в Палате представителей на парламентских выборах 1999 года от избирательного округа Какаудров, но проиграл его своему племяннику Рату Найкама Лалабалаву из Консервативного альянса после выборов 2001 года. В этом году он также подал в отставку, уйдя с поста председателя управы Какаудров, который он занимал для на протяжении долгих лет, и передал его Ситивени Рабука.
В 2001 году Кубуабола присутствовал на Международной конференции СМИ, организованной Всемирной ассоциацией средств массовой информации Мун Сон Мёна.

## Карьера дипломата
Кубуабола работал Верховным комиссаром Фиджи в Папуа-Новой Гвинее с 2002 по 2005 год.
4 мая 2006 Кубуабола был отправлен в Токио в качестве посла Фиджи в Японию и Корею, сменив Рату Тетива Момоедону. Он оставался на этой должности до июля 2009 года; 24 июля он был назначен министром иностранных дел Временного правительства.

## Примечание
1. 1 2 3  Австралийские стипендии возросли. Дата обращения: 20 октября 2011. Архивировано из оригинала 8 сентября 2012 года.
2. ↑  Pacific Media Watch. Дата обращения: 20 октября 2011. Архивировано 20 июля 2013 года.